# Sequência palindrômica

Estrutura de uma sequência de DNA palindrômica.
A: Palíndromo, B: Loop, C: Haste.

Uma sequência palindrômica é uma sequência de ácidos nucleicos em uma molécula de DNA ou RNA de fita dupla que apresenta simetria dupla, isto é, em que a leitura em uma certa direção (por exemplo, 5' → 3') em uma fita é idêntica à sequência na mesma direção (por exemplo, 5' → 3') na fita complementar.
O significado de um palíndromo no contexto da genética é um pouco diferente da definição utilizada para palavras e sentenças. Como a fita dupla é formada por duas fitas pareadas antiparalelas de nucleotídeos que correm na direção oposta, e os nucleotídeos sempre se pareiam da mesma forma (adenina (A) com timina (T) no DNA ou uracila (U) no RNA; citosina (C) com guanina (G)), uma sequência nucleotídica de fita simples é considerada um palíndromo se ela é igual ao seu complemento reverso. Por exemplo, a sequência de DNA ACCTAGGT é palindrômica porque seu complemento de nucleotídeo a nucleotídeo é TGGATCCA e, invertendo a ordem dos nucleotídeos no complemento, obtém-se a sequência original.
As sequências palindrômicas são autocomplementares dentro de cada cadeia e, consequentemente, têm potencial para formar estruturas cruciformes (em formato de cruz) ou em grampo (hairpin). A porção da haste do grampo é uma porção de pseudo-fita dupla, pois todo o grampo é parte da mesma fita (única) de ácido nucleico. As sequências motif palindrômicas são encontradas na maioria dos genomas ou conjuntos de instruções genéticas.
Os palíndromos foram especialmente pesquisados em cromossomos bacterianos e nos chamados Elementos Bacterianos de Mosaico Intercalado (BIMEs, do inglês Bacterial Interspersed Mosaic Elements) espalhados sobre eles. Em 2008, um projeto de sequenciamento do genoma descobriu que grandes porções dos cromossomos X e Y humanos são organizados como palíndromos. Uma estrutura palindrômica permite que o cromossomo Y se repare curvando-se no meio se um lado estiver danificado.
Os palíndromos também parecem ocorrer com frequência nas sequências de peptídeos que constituem as proteínas, mas seu papel nas funções das proteínas ainda não foi esclarecido. Foi sugerido que a existência de palíndromos em peptídeos pode estar relacionada à prevalência de regiões de baixa complexidade em proteínas, uma vez que palíndromos estão frequentemente associados às sequências de baixa complexidade. Sua prevalência também pode estar relacionada à propensão de tais sequências para formar alfa-hélices ou complexos de proteína/proteína.

## Exemplos

### Sítios de restrição enzimática
As sequências palindrômicas desempenham um papel importante na biologia molecular. Como uma sequência de DNA é de fita dupla, os pares de bases são lidos (não apenas as bases de uma fita) para determinar um palíndromo. Muitas endonucleases de restrição (enzimas de restrição) reconhecem sequências palindrômicas específicas e as cortam. A enzima de restrição EcoR1 reconhece a seguinte sequência palindrômica:
5'- G  A  A  T  T  C -3'
3'- C  T  T  A  A  G -5'
A fita superior lê 5'-GAATTC-3', enquanto a fita inferior lê 3'-CTTAAG-5'. Se a fita de DNA for invertida, as sequências são exatamente as mesmas (5'GAATTC-3' e 3'-CTTAAG-5'). Aqui estão mais enzimas de restrição e as sequências palindrômicas que elas reconhecem:
| Enzyme                 | Fonte                      | Sequência de Reconhecimento | Corte                               |
| ---------------------- | -------------------------- | --------------------------- | ----------------------------------- |
| EcoR1                  | Escherichia coli           | 5'GAATTC 3'CTTAAG           | 5'---G AATTC---3' 3'---CTTAA G---5' |
| BamH1                  | Bacillus amyloliquefaciens | 5'GGATCC 3'CCTAGG           | 5'---G GATCC---3' 3'---CCTAG G---5' |
| Taq1                   | Thermus aquaticus          | 5'TCGA 3'AGCT               | 5'---T CGA---3' 3'---AGC T---5'     |
| Alu1*                  | Arthrobacter luteus        | 5'AGCT 3'TCGA               | 5'---AG CT---3' 3'---TC GA---5'     |
| * = extremidades cegas |                            |                             |                                     |

### Nucleotídeos palindrômicos em receptores de células T
A diversidade de genes do receptor de células T (TCR) é gerada por inserções de nucleotídeos após a recombinação V (D) J de seus segmentos V, D e J codificados pela linha germinativa. As inserções de nucleotídeos nas junções V-D e D-J são aleatórias, mas alguns pequenos subconjuntos dessas inserções são excepcionais, em que um a três pares de bases repetem inversamente a sequência do DNA da linha germinativa. Essas curtas sequências palindrômicas complementares são chamadas de nucleotídeos P.